# جورجیا لارا
جورجیا لارا (انگلیسی: Georgia Lara؛ زادهٔ ۳۱ مهٔ ۱۹۸۰) بازیکن واترپلو زن اهل یونان است.